# Christian Janecke
Christian Janecke (* 1964 in Wuppertal) ist ein deutscher Kunsthistoriker und Professor an der Hochschule für Gestaltung Offenbach.

## Leben
Christian Janecke studierte Kunstgeschichte mit den Nebenfächern Philosophie u. Soziologie an den Universitäten in Frankfurt am Main, Wien und Saarbrücken, die Promotion erfolgte 1995.
Danach war Janecke zunächst Lehrbeauftragter an der Universität der Künste Berlin (damals noch Hochschule der Künste, HdK) und an der FhTW Berlin, dann von 1995 bis 2001 Wissenschaftlicher Assistent der HfBK Dresden – zeitgleich und danach Lehrbeauftragter u. a. an der AdBK Nürnberg, an der TU Dresden, sowie der Palucca Schule, Hochschule für Künstlerischen Tanz, Dresden. Von April 2002 bis März 2005 war er Inhaber der Wella Stiftungsdozentur für Mode und Ästhetik an der TU Darmstadt. In dieser Zeit erfolgte auch die Habilitation an der Martin-Luther-Universität Halle-Wittenberg, die sich allerdings nicht auf Modetheorie, sondern Fragestellungen im Feld zwischen Kunst und Theater, Bühnenbild, Performance bezog.
Nach einem Jahr als Vertretungsprofessor ist Christian Janecke seit März 2006 Professor für Kunstgeschichte an der HfG Offenbach. Seine Arbeits- und Forschungsschwerpunkte liegen in den Bereichen Moderne und zeitgenössische Kunst (insbesondere Performance Art, Projektkunst und Kunst im öffentlichen Raum); Kunst und Theater bzw. Bühnenbild in Wechselwirkungen seit dem Barock; Kunsttheorie und Theorie- bzw. Methodendiskussion der Kunstgeschichte; Mode-(Theorien), Frisur, Kosmetik in speziellen kultur- und kunstwissenschaftlichen Fragestellungen von ca. 1800 bis heute. Sowie Fragestellungen (epochen- bzw. dezennienübergreifend) u. a. zu den Begriffen: Container, Kitsch, Zoo, Körper, Life Style, Werbung, Design.
Christian Janecke lebt in Marburg und ist mit der Schriftstellerin Stefanie Vor Schulte verheiratet. Die beiden haben vier Kinder.

## Schriften
- Zufall und Kunst – Analyse und Bedeutung. (Diss. Univ. d. Saarlandes 1993) Nürnberg. 1995.
- Johan Lorbeer – Performances und Bildnerische Arbeiten. (dtsch./engl.) Nürnberg. 1999.
- Tragbare Stürme. Von spurtenden Haaren u. Windstoßfrisuren. Marburg. 2003.
- (als Herausgeber): Haar tragen – eine kulturwissenschaftliche Annäherung. Köln, Wien, Weimar. 2004.
- (als Herausgeber): Performance und Bild/Performance als Bild. (FUNDUS 160) Berlin. 2004.
- (als Herausgeber): Gesichter auftragen – Argumente zum Schminken. Marburg. 2006.
- Christiane Feser: Arbeiten/Works. (Dtsch./engl.) Nürnberg. 2008.
- (als Herausgeber): POMP. Kunstverein und Kunsthaus Viernheim. 2009.
- Maschen der Kunst. Springe: zu Klampen 2011.[5]
- (Beitrag): Wege zur Erübrigung heutiger Künstlertheorie. In: Magdalena Nieslony (Hg.), Yvonne Schweizer (Hg.) Format. Politiken der Normierung in den Künsten ab 1960. Kunstgeschichten der Gegenwart (Bd. 13) Bern. u. a. 2020.